# Elsa (album)
Pour les articles homonymes, voir Elsa.
Albums de Elsa
Rien que pour ça...
(1990)
Singles
1. Quelque chose dans mon cœur
Sortie : décembre 1987
2. Un Roman d'amitié
Sortie : mai 1988
3. Jour de neige
Sortie : octobre 1988
4. À la même heure dans deux ans
Sortie : avril 1989
5. Jamais nous
Sortie : juin 1989
6. Mon cadeau
Sortie : février 1990

Elsa est le premier album de la chanteuse Elsa Lunghini sorti en 1988.
Après le succès de ses deux premiers singles : T'en va pas, classé no 1 du Top 50 pendant huit semaines et Quelque chose dans mon cœur, classé no 2, Elsa décide de sortir son tout premier album. Dans celui-ci, on trouve entre autres des collaborations de Didier Barbelivien et Elisabeth Anaïs pour les textes ainsi que des compositions de son père, Georges Lunghini, qui cosigne 10 des 11 musiques de l'album.
C'est lors de l'émission Sacrée Soirée de Jean-Pierre Foucault qu'Elsa fait la connaissance de Glenn Medeiros. Cette rencontre débouchera sur un duo Un roman d'amitié, qui sera le 1er extrait de l'album. Une nouvelle fois, ce sera un succès puisqu'il se classera numéro 1 du Top 50 pendant 6 semaines durant l'été 1988.
Elsa sortira également trois autres singles de cet album, qui se classeront tous les trois dans les dix premiers du Top 50.
Ce premier album sera couronné de succès, puisqu'en plus des bonnes ventes réalisées par les singles extraits, celui-ci sera certifié double disque de platine par le SNEP pour plus de 600 000 ventes en France.
Le premier single d'Elsa, T'en va pas, ne figure pas sur cet album, car le 45 tours de T'en va pas était sorti en octobre 1986 chez Carrère, et cet album est sorti aux Éditions Productions Georges Mary / Ariola-BMG France. La chanson Nostalgie-cinéma est un clin d'œil aux origines italiennes de son père.
Après le grand succès remporté par cet album, Elsa a droit, en décembre 1989, à une émission de variétés en vedette produite par Maritie et Gilbert Carpentier, et intitulée Elsa sous la neige, inspirée du titre de sa chanson Jour de neige qui est l'un des plus gros succès commerciaux de cet album.

## Liste des titres
| No  | Titre                                                 | Paroles                           | Musique                                | Durée |
| --- | ----------------------------------------------------- | --------------------------------- | -------------------------------------- | ----- |
| 1.  | Mon cadeau                                            | Didier Barbelivien                | Vincent-Marie Bouvot, Georges Lunghini | 3:56  |
| 2.  | Sud-Africaine                                         | Pierre Grosz                      | V.M. Bouvot, G. Lunghini               | 3:53  |
| 3.  | Un Roman d'amitié (duo avec Glenn Medeiros)           | Diane Warren                      | Robbie Buchanan                        | 4:26  |
| 4.  | Jimmy voyage                                          | Élisabeth Anaïs, Didier Golemanas | V.M. Bouvot, G. Lunghini               | 4:29  |
| 5.  | Le rôle de sa vie                                     | P. Grosz                          | V.M. Bouvot, G. Lunghini               | 3:38  |
| 6.  | Jour de neige                                         | P. Grosz                          | V.M. Bouvot, G. Lunghini               | 4:02  |
| 7.  | Jamais nous (avec la participation de Laurent Voulzy) | D. Barbelivien                    | V.M. Bouvot, G. Lunghini               | 3:51  |
| 8.  | Quelque chose dans mon cœur                           | P. Grosz                          | V.M. Bouvot, G. Lunghini               | 3:29  |
| 9.  | Celui qui viendra                                     | D. Barbelivien                    | V.M. Bouvot, G. Lunghini               | 3:13  |
| 10. | À la même heure dans deux ans                         | P. Grosz                          | Raymond Donnez, G. Lunghini            | 3:29  |
| 11. | Nostalgie-cinéma                                      | Dorine Hollier                    | V.M. Bouvot, G. Lunghini               | 2:49  |

## Crédits[2]
- Catherine Bonnevay - chœurs (Mon cadeau et Celui qui viendra)
- Vincent-Marie Bouvot - arrangeur, claviers
- Claude Caudron - design
- Francine Chantereau - chœurs (Mon cadeau et Celui qui viendra)
- Raymond Donnez - arrangeur, claviers
- Michel Gaucher - saxophone
- Claude Grillis - mixage (Mon cadeau, Jimmy voyage, Le rôle de sa vie et Celui qui viendra)
- Bruno Lambert - ingénieur son, mixage
- Jean Lamoot - ingénieur son
- Hervé Le Coz - ingénieur son
- Georges Lunghini - photographie
- Manuela - assistante ingénieur son
- Bernard Paganotti - basse
- Kamil Rustam - guitare
- Claude Salmiéri - batterie
- Yves Sanna - batterie
- Jannick Top - basse

- Publié par Les Éditions Productions Georges Mary
  - Un roman d'amitié publié par Les Éditions Productions Georges Mary, Nanacub Music et Realsongs

## Versions étrangères
- Jour de neige, 1998 en japonais[3]